# Maha Nawrahta
Tướng Maha Nawrahta (tiếng Miến Điện: မဟာနော်ရထာ, phát âm [məhà nɔ̀jətʰà]; mất tháng 3 năm 1767) là đồng Tổng Tư lệnh quân đội Myanma từ năm 1765 đến năm 1767. Ông nổi tiếng với tư cách là vị chỉ huy cánh quân phía Nam trong cuộc chinh phạt Ayutthaya (1765–1767). Ông cùng với tướng Ne Myo Thihapate cùng chỉ huy cuộc vây hãm kinh đô Ayutthay kéo dài 14 tháng. Ông qua đời chỉ vài tuần trước khi quân Myanma giành thắng lợi. Ông được mai táng với nghi thức thượng hạng của triều đình.